# THE NEW GATE
THE NEW GATE(더 뉴 케이트)는 카자나미 시노기가 쓴 일본의 라이트 노벨 시리즈이다. 이 시리즈는 2013년 소설가가 되자 웹사이트에서 시작되어 2016년 8월 저자가 뽑은 후 2013년 12월부터 마카이노주닌(Makai no Jūnin), KeG, 아키라 반파이(Akira Banpai)의 일러스트와 함께 알파폴리스에서 인쇄본으로 출판되었다. 2023년 11월 기준, 22권이 출판되었다.
미와 요시유키가 그린 만화 각색은 2014년 11월부터 알파폴리스 웹사이트에서 연재를 시작했다. 2024년 3월 기준 14권이 출판되었다. 소설을 원작으로 한 모바일 게임은 2016년 10월 4일에 출시되었으나 2021년 1월 27일에 제공 서비스가 중단되었다. 클라우드 하츠와 요코하마 애니메이션 연구소(Yokohama Animation Laboratory)가 제작한 애니메이션 TV 시리즈가 2024년 4월 14일부터 6월 30일까지 방영되었다.

## 전제
더 뉴 게이트는 수만 명의 플레이어가 참여하는 온라인 생사 게임이다. 가장 숙련된 베테랑 플레이어인 신 덕분에 다른 플레이어들은 마침내 게임에서 해방될 것이다. 신은 마지막 보스를 죽이고 신비한 빛에 눈이 멀어 마침내 탈출할 수 있다고 믿는다. 그는 깨어나 500년 후 게임의 세계에 갇힌 자신을 발견한다! 타의 추종을 불허하는 전설적인 플레이어의 삶의 새로운 장이 시작된다!